# 托叶楼梯草
托叶楼梯草（学名：Elatostema nasutum）为荨麻科楼梯草属的植物。分布在不丹、尼泊尔以及中国大陆的广西、贵州、江西、四川、云南、西藏、湖南、湖北等地，生长于海拔600米至2,400米的地区，一般生长在山地林下和草坡阴处，目前尚未由人工引种栽培。

## 异名
- Elatostema nasutum Hook. f. var. puberulum (W. T. Wang) W. T. Wang
- Elatostema stipulosum Hand.-Mazz.